# Route Nazionale
La Route Nazionale è un evento scout che può essere o per capi AGESCI o per rover e scolte della stessa associazione.

## Route nazionali AGESCI
| Data              | Nome Evento                               | Tema                                               | Luogo              | Partecipanti  | Destinatari    |
| ----------------- | ----------------------------------------- | -------------------------------------------------- | ------------------ | ------------- | -------------- |
| 3-10 agosto 1975  | Route Nazionale Branca R/S 1975           | Costruiamo il nostro tempo                         | La Mandria         |               | Rover e Scolte |
| 4-10 agosto 1979  | Route delle Comunità Capi di Bedonia 1979 | Scautismo: una proposta educativa per gli anni '80 | Bedonia            | 3326          | Comunità Capi  |
| 2-10 agosto 1986  | Route Nazionale R/S 1986                  | Le scelte per un mondo che cambia                  | Piani di Pezza     | 14000 (circa) | Rover e Scolte |
| 2-9 agosto 1997   | Route nazionale delle Comunità Capi 1997  | Strade e pensieri per domani                       | Piani di Verteglia | 13000 (circa) | Comunità Capi  |
| 1-10 agosto 2014  | Route Nazionale 2014                      | Strade di coraggio… diritti al futuro!             | San Rossore        | 33000 (circa) | Rover e Scolte |
| 22-25 agosto 2024 | Route nazionale delle Comunità capi 2024  | Generazioni di felicità                            | Villa Buri         | 18000         | Comunità Capi  |